# Hemiphyllodactylus cattien
Hemiphyllodactylus cattien — вид ящірок з родини геконових (Gekkonidae). Відкритий у 2023 році.

## Поширення
Ендемік В'єтнаму. Відомий лише у типовому місцезнаходженні — Національний парк Каттьєн на півдні країни. Мешкає у низинному сезонному тропічному лісі.

## Опис
Тіло завдовжки приблизно 35 мм (без хвоста) і відрізняється «розкритими» кігтями та відносно трикутною головою; тіло описане як сіре з темно-бурими та білими плямами. Вид близький до Hemiphyllodactylus indosobrinus з Лаосу, але має менше спинних лусок (20 проти 30) і більше, ніж у Hemiphyllodactylus flaviventris (з 16-18 спинними лусками) з Таїланду.